# Susana Roccasalvo
Susana Liliana Roccasalvo (Buenos Aires, 22 de octubre de 1957) es una periodista, productora, locutora y presentadora de radio y televisión argentina.

## Biografía
Susana se inició a los 18 años al trabajar en OSECAC (Obra Social de los Empleados de Comercio y Actividades Civiles) como administrativa y a los tres meses como visitadora de sanatorios, mientras estudiaba periodismo y locución. En 1991 se retiró de esa empresa con el retiro voluntario.
En 1989 egresó como locutora del ISER (Instituto Superior de Enseñanza Radiofónica).
En 2013 contrajo matrimonio, por segunda vez, con el médico Carlos Hlawaczek. En enero de 2016 fallece su marido luego de luchar largamente contra un cáncer.

## Carrera
Susana Roccasalvo es una periodista de espectáculos que inició su carrera televisiva en un programa que se emitía los viernes a la noche por Canal 7, Basta para mí conducido por Hugo Sofovich en ATC, en la que trabajó como locutora en off compartiendo labor con Beatriz Salomón, Esteban Mellino y Marcela Ortiz. Después trabajó en América como periodista de espectáculos en las últimas emisiones de Bésame, con Mario Mactas, Virginia Hanglin y Luisa Delfino. Más adelante, junto a V. Hanglin, trabajó como cronista de espectáculos en Vecinas, durante un año.
También hizo El Periscopio, emitido por América TV, que tuvo una duración de dos años. Aquí se destacó principalmente como cronista compartiendo pantalla junto a Jorge Rial y Marcela Coronel. Pasó a CVN, a conducir un programa de espectáculos que se emitía sábados y domingos, fue el primer programa de CVN que marcaba un punto de índice de audiencia.
Luego de pasar a trabajar un tiempo junto a Lucho Avilés en Canal 9, tuvo su gran éxito en  1997 con su programa Rumores, que se emitió diariamente por el antiguo ATC y después por América TV (1998-2000) y Azul TV (2001-2002) y en la que compartió la conducción con Carlos Monti, convirtiéndose en una popular dupla que duraría 7 años en pantalla. Además de conducir, Roccasalvo se desempeñó como productora de dicho entretenimiento.
En el año 2002 sorpresivamente Rumores es cancelado y en su reemplazo designan un nuevo ciclo de espectáculos, Los profesionales de siempre, conducido por una incipiente Viviana Canosa. Esto haría que Roccasalvo se aleje de la televisión abierta -como presentadora-  por más de 10 años. Paralelamente siguió desempeñándose como miembro de Aptra e invitada a diversos programas.
En 2007 debutó por la señal de cable Magazine, de Artear, en el programa «De 9 a 12» en su versión en televisión cerrada. En el 2009 pasó a la pantalla de Canal 26 donde condujo el programa chimentero Minuto a Minuto (MaM) con Federico Bisutti y Fernando Piaggio. Un año más tarde vuelve con su programa Rumores, pero esta vez con otro formato y por el mismo canal junto a Tomás Dente y Damián Rojo.
En 2013 marcó su regreso a la televisión abierta, volviendo a la dupla con Carlos Monti (luego de una década de distanciamiento) con un programa llamado Implacables, emitido por Canal 9, en reemplazo de Más Viviana, el último ciclo conducido por Viviana Canosa. Susana en su debut chicaneó a Viviana, "mirá lo que son las vueltas de la vida", aduciendo a que ahora era ella, quien tomaba la posta.
Desde 2014 Implacables pasó de emitirse de forma diaria a los fines de semana, atribuyendo a este cambio el bajo encendido, perjudicado por la novela brasileña Avenida Brasil, que marcó récord de índice de audiencia en horario vespertino. La "Rocca" es la única conductora del programa, ya que Carlos Monti no aceptó por motivos laborales. Implacables se emite sábados y domingos de 18 a 20, el ciclo se consolidó en su franja y a su competencia directa, con más de 1000 emisiones al aire es uno de los programas más vistos de su canal. 

## Participaciones
| Año                  | Programa                | Emisora                                                                                | Desempeño         |
| -------------------- | ----------------------- | -------------------------------------------------------------------------------------- | ----------------- |
| 1990                 | Basta para mí           | ATC                                                                                    | Locutora          |
| 1991                 | Bésame                  | América                                                                                | Cronista          |
| 1992                 | Vecinas                 | América Te Ve                                                                          | Cronista          |
| 1992                 | De la cabeza            | América Te Ve                                                                          | Invitada especial |
| 1993-1994            | El Periscópio           | América 2                                                                              | Cronista          |
| 1994-1995            | Indiscreciones          | Canal 9                                                                                | Panelista         |
| 1997-2002, 2010-2011 | Rumores del espectáculo | ATC (1997-1998) América (1998-2000) Azul TV - Canal 9 (2001-2003) Canal 26 (2010-2011) | Presentadora      |
| 2007                 | De 9 a 12               | Magazine                                                                               | Presentadora      |
| 2009-2011            | Minuto a Minuto         | Canal 26                                                                               | Presentadora      |
| 2013-actualidad      | Implacables             | Canal 9                                                                                | Presentadora      |

## Crítica
Además de su  perfil a la hora de transmitir noticias es famosa por sus frecuentes escándalos televisivos con personajes como Carlos Monti (que duró varios años), Viviana Canosa, Nazarena Vélez (quien la acusó de ser la causal de su despido del programa Rumores), y Fernando Piaggio (con quien tuvo una fuerte pelea en vivo desde su programa en Canal 26).
En el verano de 2014 Jorge Rial y Susana Roccasalvo se trenzaron mutuamente en sus respectivos programas a raíz de un supuesto escándalo que involucró a la periodista con la mujer y la suegra del chimentero.
Los últimos enfrentamientos los tuvo con la mediática Yanina Latorre y la periodista Greta Rodríguez, ambas luego de la desvinculación a Implacables, programa que Roccasalvo conduce desde el año 2013.
Durante el 2017 fue convocada junto a otros periodistas de espectáculos para dialogar en la Quinta de Olivos, con el presidente de la Nación, Mauricio Macri, lo que causó una polémica inusitada por parte de periodistas políticos que se quejaron de que un Jefe de Estado reciba a periodistas de farándula.